# ماكتابيني أماتشري
ماكتابيني أماتشري (بالإنجليزية: Mactabene Amachree) مواليد 30 يناير 1978 في بورت هاركورت، هي لاعبة كرة سلة نيجيرية سابقة. بدأت مسيرتها الاحترافية في سنة 2001. مثلت منتخب بلادها. شاركت في دورة الألعاب الأولمبية الصيفية سنة 2004.

## المسيرة الاحترافية
لعبت مع نيويورك ليبرتي في سنة 2001، ثم لعبت مع سياتل ستورم في سنة 2003، ثم لعبت مع واشنطن ميستيكس في سنة 2005.

## روابط خارجية
- ماكتابيني أماتشري على موقع الاتحاد الدولي لكرة السلة (الإنجليزية)
- ماكتابيني أماتشري على موقع الاتحاد الوطني لكرة السلة النسائية (الإنجليزية)
- ماكتابيني أماتشري على موقع كرة السلة الأوروبية.كوم (الإنجليزية)
- ماكتابيني أماتشري على موقع بروبوليرز (الإنجليزية)
- ماكتابيني أماتشري على موقع سبورتس رفرنس (الإنجليزية)
- ماكتابيني أماتشري على موقع سبورتس رفرنس (الإنجليزية)
- ماكتابيني أماتشري على موقع اللجنة الأولمبية الدولية (الإنجليزية)
- ماكتابيني أماتشري على موقع أوليمبيديا (الإنجليزية)